# Giochi d'adulti
Giochi d'adulti (Consenting Adults) è un film del 1992 diretto da Alan J. Pakula.

## Trama
Richard e Priscilla Parker vedono scuotere la loro tranquilla e agiata esistenza dopo l'arrivo dei nuovi vicini, i coniugi Eddy e Kay Otis. Eddy propone infatti a Richard di scambiarsi per una notte le rispettive mogli, ma il mattino seguente Kay viene trovata morta.
Richard viene accusato di omicidio di primo grado ma successivamente rilasciato su cauzione. La moglie Priscilla, scioccata dalle accuse, decide di lasciarlo. Poco tempo dopo Richard riesce a trovare Kay sotto falso nome: la donna è viva e quella sera le era stato ordinato da Eddy di nascondersi tra i boschi. La donna trovata morta sul letto in realtà non era Kay ma una donna molto somigliante. Richard così scopre che Eddy ha inscenato un finto omicidio per potersi intascare la polizza assicurativa della moglie.
Richard cerca in tutti i modi di avvertire Priscilla che, ormai convinta che sia un assassino, decide di iniziare una relazione con Eddy ritenendo che sia innocente e ignaro di tutto l'accaduto. 
Richard cerca di fermare Eddy ma senza successo, anzi, viene incastrato una seconda volta da quest'ultimo con la morte di un’altra donna, uccisa nello stesso modo dell’omicidio precedente. 
Richard così si reca nella nuova casa dove vivono Priscilla e Eddy. Priscilla riesce a smascherare Eddy e tentando la fuga, viene fermata e presa in ostaggio. Eddy è convinto di poter uccidere Richard tenendogli un'imboscata in camera da letto, ma Richard riesce a fermarlo entrando dalla finestra. Scoppia una furiosa rissa tra i due uomini e quando sembra che Eddy abbia la meglio, Priscilla lo uccide con un colpo in testa con una mazza da baseball.
Passa qualche mese e a Richard vengono ritirate tutte le accuse; lui e Priscilla decidono di trasferirsi in  campagna, lontani da tutti.